# 斎藤英男
斎藤 英男（さいとう ひでお、1945年2月9日 - ）は、日本の実業家。段ボール製造会社トーモク代表取締役会長。神奈川大学卒。

## 略歴・人物
- 広島県江田島市生まれ、神奈川県横須賀市育ち
- 神奈川大学卒
- 1967年（昭和42年） 自動車パーツメーカーに入社
- 1969年（昭和44年）12月 中途採用で株式会社トーモク入社、段ボール製造効率アップの為の「生産計画」の仕事に従事
- 1986年（昭和61年）5月 同岩槻工場長
- 1990年（平成2年）6月 同取締役生産部長
- 1997年（平成9年）5月 同常務取締役
- 1998年（平成10年）4月 同代表取締役社長
- 2018年（平成30年）6月 同代表取締役会長(現任)

## エピソード
- 1990年（平成2年）10月設立の米国西海岸にある段ボール子会社サウスランドボックス社は赤字続きだったが、黒字化する経営手腕を見せる。
- ひたすら目の前の事を燃焼してきた人生。中途採用だったため毎日必死にやっているうちに、仕事の面白さとやりがいを実感[2]
- 企業経営のポイントは「企業カルチャーや企業への思いを皆で一つにしていく事」[2]